# 히샴 미스바
히샴 하산 미스바(아랍어: هشام حسن مصباح‎, 1982년 3월 17일~)는 이집트의 유도 선수이다. 올림픽에 3회 참가했고 2008년 하계 올림픽 남자 미들급에서 동메달을 획득했다. 또한 세계 선수권 대회에서 동메달 1개를 획득했다.